# Vincennes
Pour les articles homonymes, voir Vincennes (homonymie).
Vincennes est une commune située dans le département du Val-de-Marne en région Île-de-France, à l'est de Paris.
Elle a emprunté son nom au bois de Vincennes situé au sud de la ville, devenu propriété de la mairie de Paris. Vincennes est célèbre pour son château, longtemps demeure royale. C'est la deuxième commune la plus densément peuplée de France derrière Levallois-Perret. Depuis 2011, la commune a lancé un grand plan de réaménagement urbain, se nommant « projet de ville », visant différents quartiers de la ville.

## Géographie
Les communes limitrophes sont Paris, Montreuil, Fontenay-sous-Bois et Saint-Mandé.

### Localisation

Localisation de Vincennes en région parisienne.

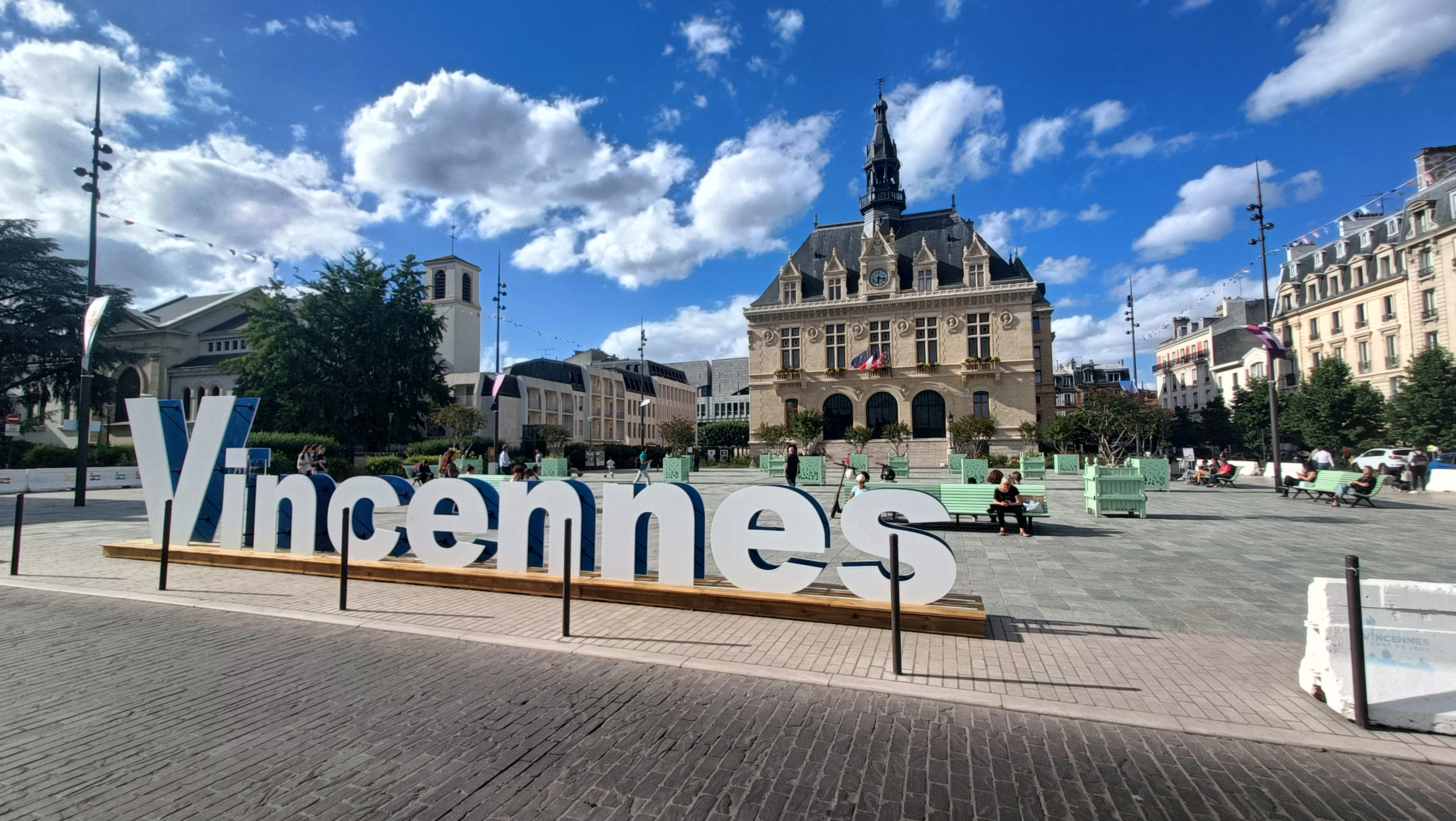
Lettres 3D installées à Vincennes le 4 juillet 2024.

La commune est située dans le département du Val-de-Marne, en Île-de-France, dans la banlieue de Paris. Elle est notamment bordée par deux ensembles plus de quatre fois plus grands qu'elle : au nord, Montreuil et au sud, le bois de Vincennes, sous administration du 12e arrondissement de Paris.
À vol d'oiseau, le centre-ville est situé à 7 km de l'île de la Cité, au centre de la capitale.

### Géologie et relief
La superficie de la commune est de 191 hectares, soit 1,91 km2 ; l'altitude varie entre 46 et 69 mètres.

### Climat
Pour des articles plus généraux, voir Climat de l'Île-de-France et Climat du Val-de-Marne.
En 2010, le climat de la commune est de type climat océanique altéré, selon une étude du CNRS s'appuyant sur une série de données couvrant la période 1971-2000. En 2020, Météo-France publie une typologie des climats de la France métropolitaine dans laquelle la commune est toujours exposée à un climat océanique altéré et est dans la région climatique Sud-ouest du bassin Parisien, caractérisée par une faible pluviométrie, notamment au printemps (120 à 150 mm) et un hiver froid (3,5 °C).
Pour la période 1971-2000, la température annuelle moyenne est de 11,9 °C, avec une amplitude thermique annuelle de 15,4 °C. Le cumul annuel moyen de précipitations est de 637 mm, avec 10,7 jours de précipitations en janvier et 7,7 jours en juillet. Pour la période 1991-2020, la température moyenne annuelle observée par la station météorologique la plus proche, située à Joinville-le-Pont, à 4 km à vol d'oiseau, est de 12,9 °C et le cumul annuel moyen de précipitations est de 654,0 mm,. Pour l'avenir, les paramètres climatiques de la commune estimés pour 2050 selon différents scénarios d'émission de gaz à effet de serre sont consultables sur un site dédié publié par Météo-France en novembre 2022.
| Mois                                  | jan.             | fév.             | mars          | avril           | mai           | juin           | jui.          | août           | sep.          | oct.        | nov.            | déc.            | année      |
| ------------------------------------- | ---------------- | ---------------- | ------------- | --------------- | ------------- | -------------- | ------------- | -------------- | ------------- | ----------- | --------------- | --------------- | ---------- |
| Température minimale moyenne (°C)     | 2,5              | 2,5              | 4,7           | 7,1             | 10,6          | 13,9           | 15,8          | 15,6           | 12,4          | 9,3         | 5,6             | 3,1             | 8,6        |
| Température moyenne (°C)              | 5,2              | 6                | 9,2           | 12,4            | 15,8          | 19,1           | 21,3          | 21,1           | 17,4          | 13,3        | 8,7             | 5,6             | 12,9       |
| Température maximale moyenne (°C)     | 7,9              | 9,5              | 13,7          | 17,6            | 21            | 24,3           | 26,8          | 26,5           | 22,5          | 17,4        | 11,7            | 8,1             | 17,3       |
| Record de froid (°C) date du record   | −15,6 17.01.1985 | −12,1 07.02.1991 | −6,6 01.03.05 | −2,5 12.04.1986 | 1 08.05.1997  | 4,8 04.06.1991 | 7,5 14.07.08  | 6,8 29.08.1986 | 4 18.09.10    | −1 28.10.03 | −6,8 24.11.1998 | −9,5 29.12.1996 | −15,6 1985 |
| Record de chaleur (°C) date du record | 17,3 27.01.03    | 22,5 27.02.19    | 27,5 31.03.21 | 31 20.04.18     | 33,4 27.05.05 | 38,9 21.06.17  | 42,5 25.07.19 | 41 12.08.03    | 35,9 08.09.23 | 31 03.10.11 | 22,5 08.11.15   | 17,2 17.12.15   | 42,5 2019  |
| Précipitations (mm)                   | 52               | 47,1             | 46,3          | 45,4            | 62,9          | 54,2           | 59,1          | 55,9           | 49,9          | 56,2        | 59,2            | 65,8            | 654        |

### Voies de communication et transports

#### Voies routières
En venant de Paris, on entre dans la ville par l'avenue de Paris qui relie le centre ville à la porte de Vincennes. En venant de l'est, par exemple de l'autoroute A4, on y entre par cette même avenue après avoir traversé le bois et emprunté l'avenue de Nogent.
Depuis avril 2018, Vincennes est une des premières communes en région parisienne (avec Charenton-le-Pont) à rendre payant le stationnement des deux-roues motorisés car leur occupation de l'espace public a beaucoup augmenté et le stationnement illicite est fréquent.

#### Pistes cyclables
Vincennes est équipée de bandes et pistes cyclables ainsi que d'arceaux de stationnement destinés aux vélos. Depuis 2009, dix stations Vélib' (huit simples et deux doubles) ont été installées dans la ville.

#### Transports en commun
Vincennes est traversée par deux modes de transport ferroviaire: le métro et le RER. Elle est desservie par trois stations de métro de la ligne 1, Saint-Mandé, Bérault et le terminus Château de Vincennes  et par la gare de Vincennes située sur la ligne A du RER. La majorité des lignes du réseau de bus RATP et du réseau nocturne Noctilien desservent le terminus de la ligne de métro.
Un projet de prolongement de la ligne 1 du métro est envisagé jusqu'au carrefour des Rigollots, à Fontenay-sous-Bois, dans un premier temps, et ensuite jusqu'à Val de Fontenay, en interconnexion avec les lignes A et E du RER, la future ligne 15 du Grand Paris Express et la ligne 1 du tramway d'Île-de-France prolongée.

## Urbanisme

### Typologie
Au 1er janvier 2024, Vincennes est catégorisée grand centre urbain, selon la nouvelle grille communale de densité à sept niveaux définie par l'Insee en 2022.
Elle appartient à l'unité urbaine de Paris, une agglomération inter-départementale regroupant 407  communes, dont elle est une commune de la banlieue,,. Par ailleurs la commune fait partie de l'aire d'attraction de Paris, dont elle est une commune du pôle principal,. Cette aire regroupe 1 929 communes,.

### Morphologie urbaine
La commune se compose de sept quartiers : Saint-Louis, Vignerons, République, Sorano, Centre-ville, Diderot et Domaine du bois.

### Logement
En 2009, le nombre total de logements dans la commune était de 27 102, alors qu'il était de 26 148 en 1999.
Parmi ces logements, 90,5 % étaient des résidences principales, 3,0 % des résidences secondaires et 6,5 % des logements vacants. Ces logements étaient pour 4,8 % d'entre eux des maisons individuelles et pour 93,7 % des appartements.
La proportion des résidences principales, propriétés de leurs occupants était de 48,1 %, en hausse par rapport à 1999 (43,8 %). La part de logements HLM loués vides n'était que de 7,6 %, en légère augmentation toutefois par rapport à 1999 (6,3 %).

### Projets d'aménagements

#### Le «Projet de ville»
Le « Projet de ville » est une vaste opération d'aménagement urbain qui a pour objectif d'embellir le cadre de vie de trois quartiers de la ville (centre-ville, places Diderot et Renon) en construisant « la ville de demain » tout en restant fidèle au charme, à l'identité et à l'histoire d'une ville d'histoire et de culture. Les premiers coups de pioche ont été donnés en mai 2011. La place Diderot a été inaugurée en juin 2012. Devenue zone 30, elle offre un nouvel espace de vie conçu pour concilier vie du quartier, organisation du marché et animations.

#### Protection phonique du RER A
Les travaux de couverture des voies du RER se sont déroulés de début 2004 à mai 2006. Trois jardins ont vu le jour sur les zones concernées par une couverture complète, pour chacune sur une distance d'environ 100 mètres : le jardin du Levant, à l'ouest du pont de la Pépinière ; le jardin du Midi, à l'est du cours Marigny, et le jardin du Couchant, à l'ouest du pont de l'avenue de la République.

## Toponymie

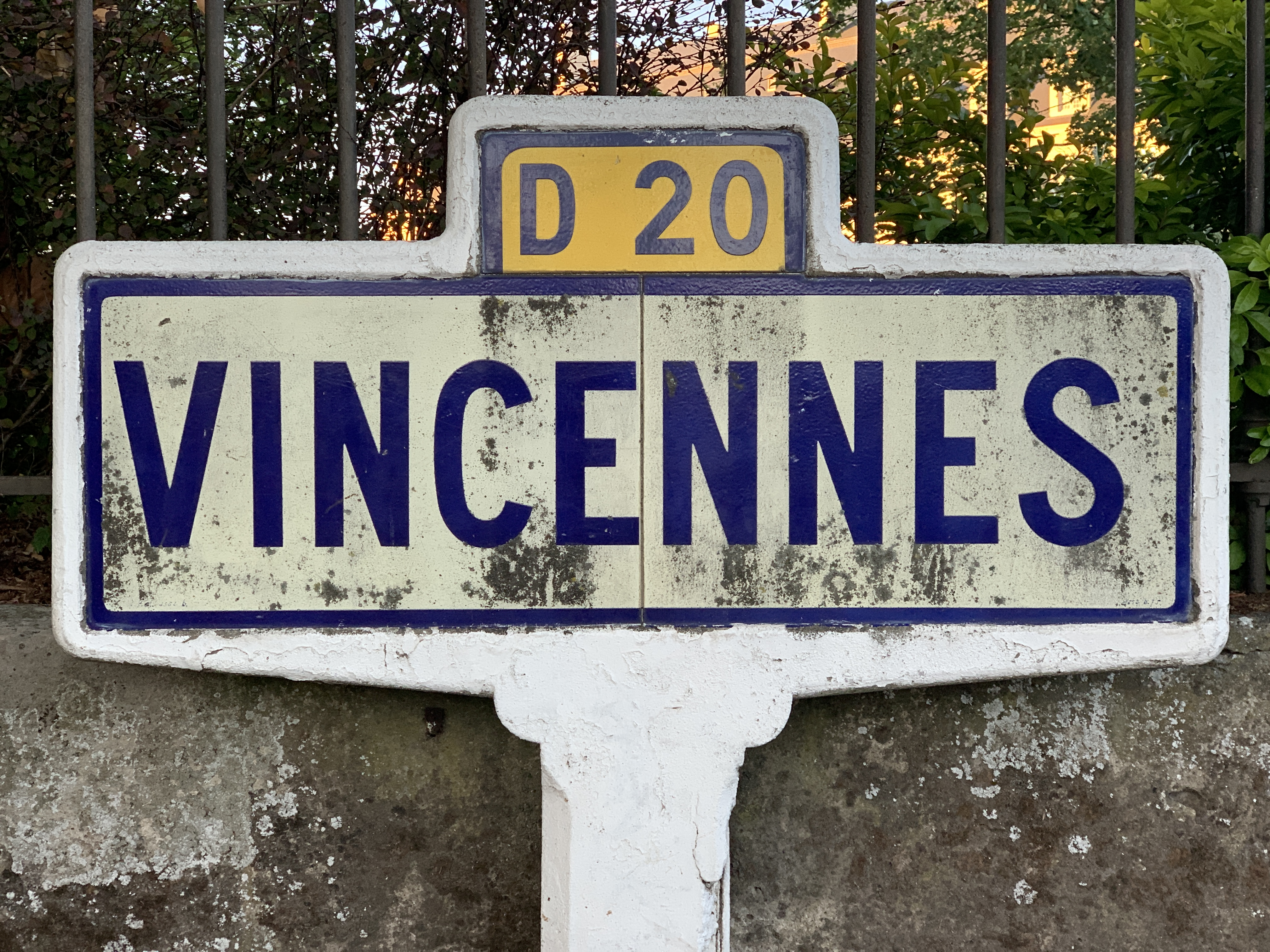
Panneau à l'entrée de la commune.

Le toponymiste Ernest Nègre cite les formes Vilcenna en 856, Vulcenia en 1134, Vicenna et Vincenna en 1158, Vilcenia en 1183, Vilcena en 1190 et Vicena en 1195. Pierre-Henri Billy propose comme origine un composé gaulois *Vidu-cenna, avec un premier élément vidu signifiant « forêt » associé au suffixe -cenna, comme dans le premier nom gaulois d'Arras, Nemetocenna (signifiant « bois sacré, sanctuaire »).
Jacques Lacroix y voit aussi un composé gaulois (Vidu-cenna), mais suggère un autre sens. Ce dernier signifierait « Pointe-du-Bois » : forêt située au-dessus de la rencontre des eaux de la Marne et de la Seine.

## Histoire

### Vincennes, ville royale

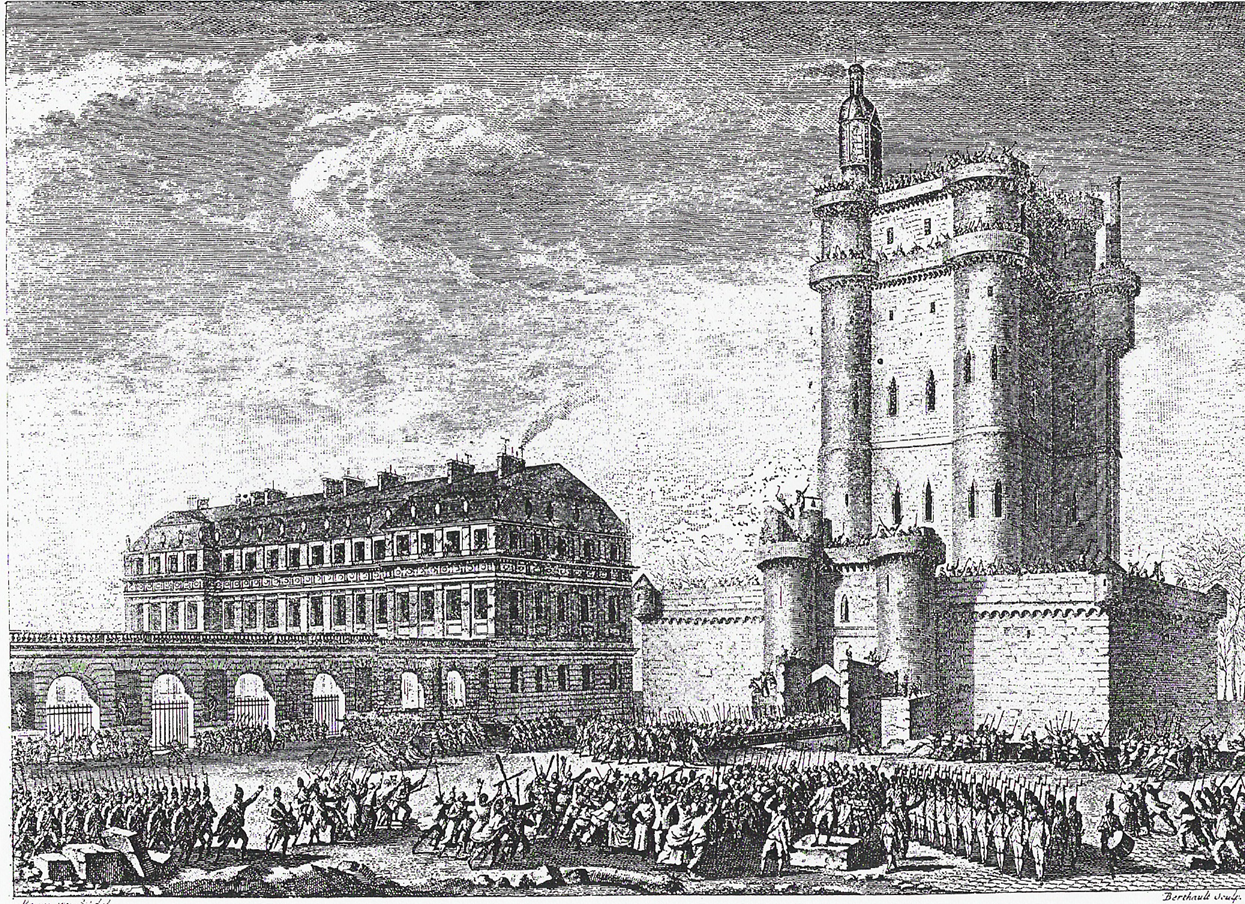
Les ouvriers prennent d'assaut le donjon en 1791, d'après Christophe Muller, (musée de la Révolution française).

L'histoire de Vincennes est étroitement liée à l'histoire de son bois et de son château. Elle débute véritablement au XIIe siècle, lorsque Louis VII choisit la forêt de Vilcena comme terrain de chasse et y fait aménager un pavillon de chasse.

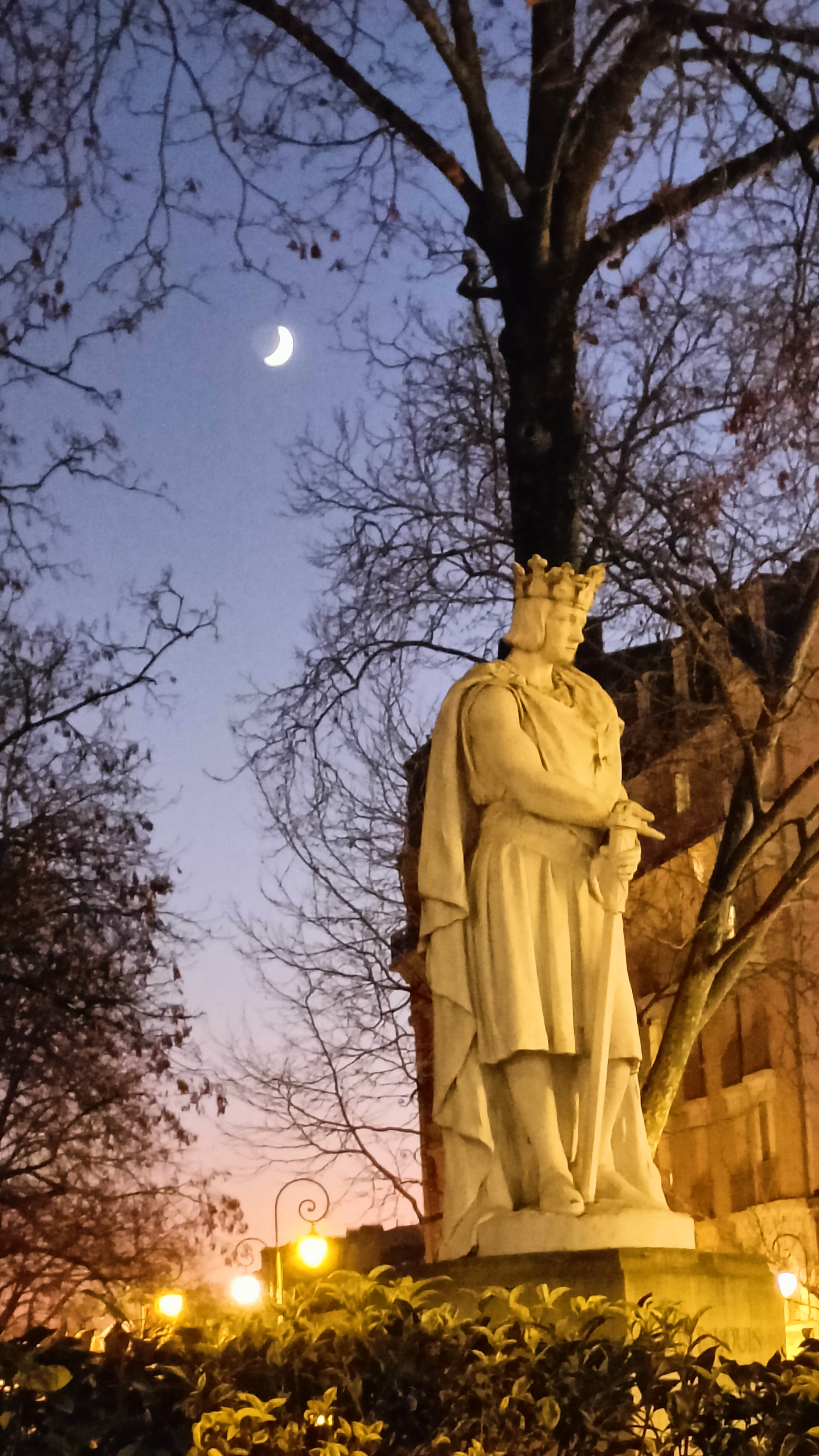
Statue de Saint Louis au Château de Vincennes.

En 1373, alors que le château est encore en construction, Charles V fait aménager dans son prolongement une basse-cour destinée aux logements des domestiques royaux. Au pied de celle-ci s'est développé le hameau de la Pissotte, un petit village situé au niveau de l'actuelle rue de Fontenay. En 1667, Basse-cour et Pissotte sont réunies en une même paroisse qui prend le nom de La Pissotte. En 1787, une réforme administrative installe une communauté d'habitants qui prend le nom de municipalité de Vincennes. Dans leur cahier de doléances de 1789, les Vincennois se plaignent de l'exiguïté du territoire.
Durant la période révolutionnaire, Vincennes se voit attribuer 238 hectares comprenant le château et son jardin ainsi que le Petit-Parc et une partie du bois. Mais le 28 février 1791, des ouvriers du faubourg Saint-Antoine se révoltent, ne voulant pas y voir une nouvelle Bastille, et tentent de démolir le donjon du château. Malgré l'intervention de la garde nationale parisienne, seul le renfort des troupes de Lafayette permet d'éviter la destruction de l'édifice. Puis en 1829, une ordonnance royale détermine le nouveau territoire de la ville : 94 hectares sont alloués à la commune aux dépens de Montreuil et Fontenay-sous-Bois.

### Essor démographique
La présence militaire dans le château depuis 1796, les importants casernements installés dans le bois (l’école de tir de Vincennes ouvre ses portes en 1842), ainsi que le développement urbain avec l'ouverture en 1859 de la ligne de chemin de fer et l'aménagement d'une partie du bois en parc public, favorisent l'essor démographique de la commune qui passe de 4 800 à 31 400 habitants entre 1851 et 1901. L'expansion démographique se poursuit avec le réseau de transports qui s'enrichit: tramways, omnibus puis bus, arrivée du métro en 1934, transformation du chemin de fer en ligne RER A en 1969.

## Politique et administration

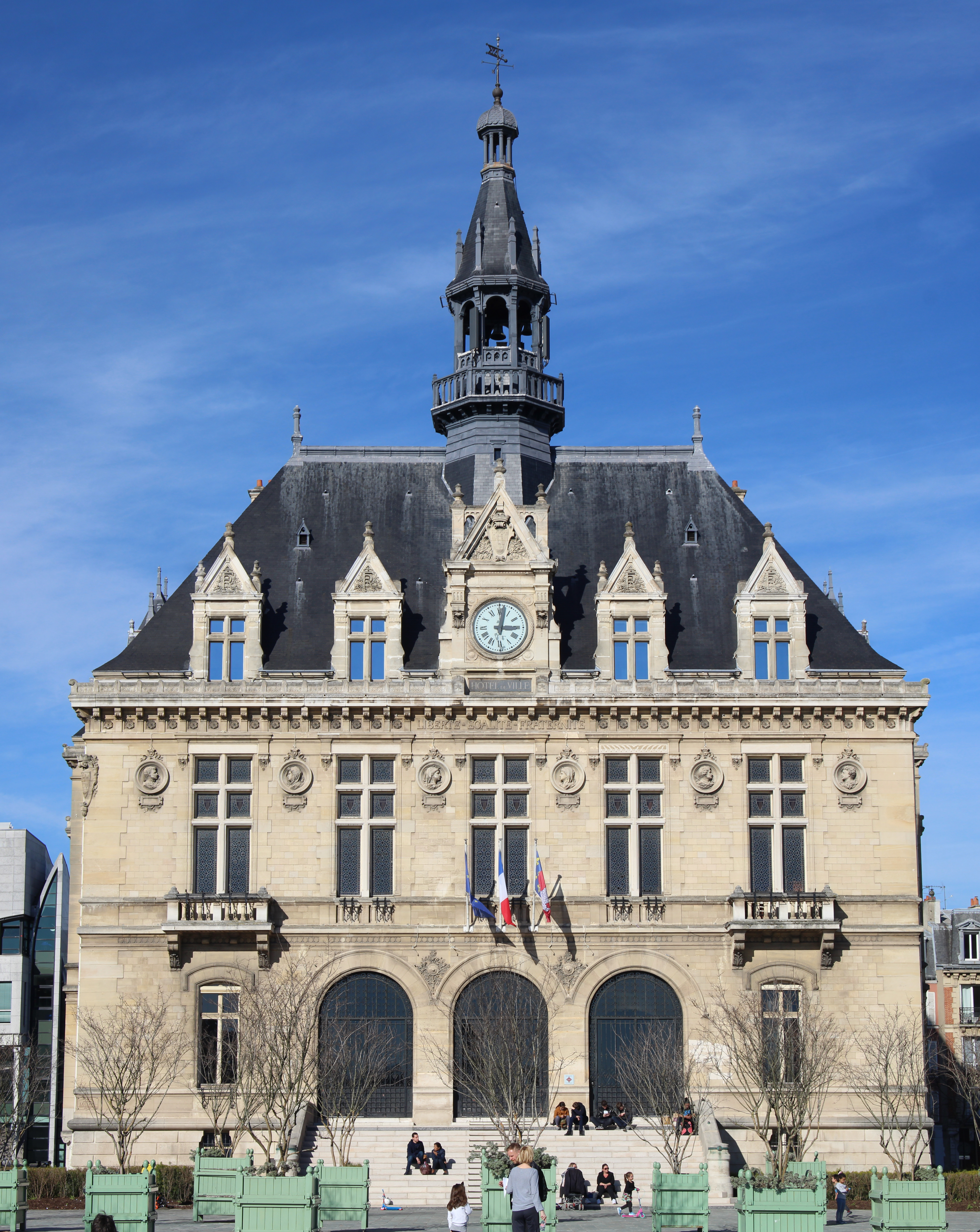
Façade principale de l'hôtel de ville.

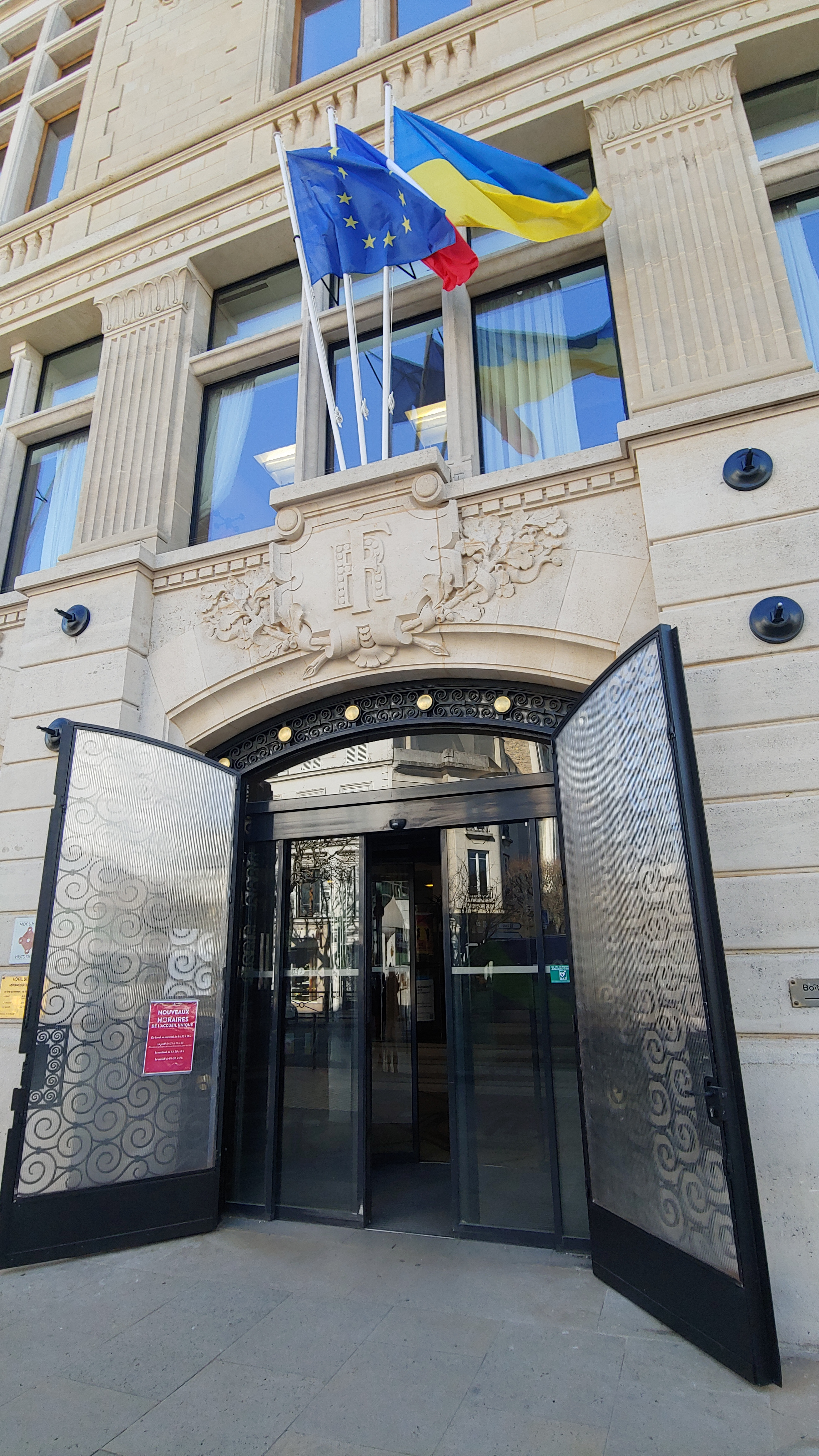
Drapeaux sur l'hôtel de ville lors de l'invasion de l'Ukraine par la Russie en 2022.

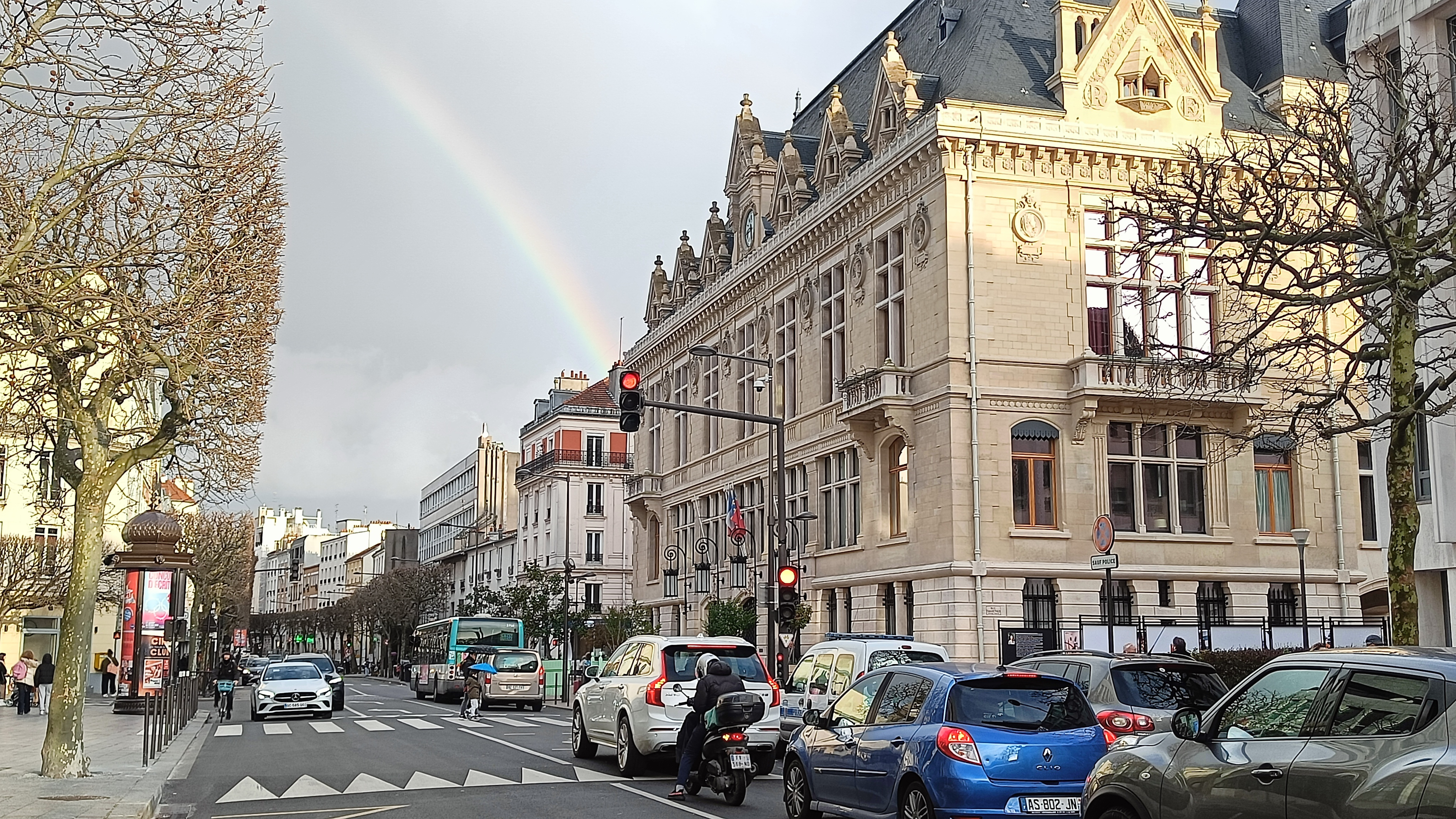
Hôtel de Ville, rue de Fontenay à Vincennes.

### Rattachements administratifs et électoraux
Antérieurement à la loi du 10 juillet 1964, la commune faisait partie du département de la Seine. Depuis la réorganisation de la région parisienne en 1964 la commune appartient désormais au département du Val-de-Marne et à son arrondissement de Nogent-sur-Marne, après un transfert administratif effectif au 1er janvier 1968. Pour l'élection des députés, elle fait partie depuis 1986 de la sixième circonscription du Val-de-Marne.
La commune était de 1793 à 1967 le chef-lieu d'un canton de Vincennes du département de la Seine. Lors de la mise en place du Val-de-Marne, les cantons de Vincennes-Ouest et de Vincennes-Est sont créés. De 1976 à 1984, une partie de la commune quitte le canton de Vincennes-Est pour intégrer le canton de Vincennes-Fontenay-Sud. Celui-ci est supprimé, ainsi que le canton de Vincennes-Fontenay-Nord par le décret du 24 décembre 1984, afin de permettre de créer le canton de Fontenay-sous-Bois-Ouest et de recréer le canton de Vincennes-Est,. Dans le cadre du redécoupage cantonal de 2014, la commune est désormais divisée entre les cantons de Vincennes et de Fontenay-sous-Bois.
Vincennes relève du tribunal d'instance de Nogent-sur-Marne, du tribunal judiciaire de Créteil,
du tribunal pour enfants de Créteil, du conseil de prud'hommes, du tribunal de commerce et de la cour d'appel de Paris, ainsi que du tribunal administratif de Melun et de la cour administrative d'appel de Paris.

### Intercommunalité
Dans le cadre de la mise en œuvre de la volonté gouvernementale de favoriser le développement du centre de l'agglomération parisienne comme pôle mondial est créée, le 1er janvier 2016, la métropole du Grand Paris (MGP), à laquelle la commune a été intégrée,.
La loi portant nouvelle organisation territoriale de la République du 7 août 2015 (loi NOTRe) instaure également la création le 1er janvier 2016 d'établissements publics territoriaux (EPT), qui regroupent l'ensemble des communes de la métropole à l'exception de Paris, et assurent des fonctions de proximité en matière de politique de la ville, d'équipements culturels, socioculturels, socio-éducatifs et sportifs, d'eau et assainissement, de gestion des déchets ménagers et d'action sociale, et exercent également les compétences que les communes avaient transférées aux intercommunalités supprimées.
La commune fait donc également partie depuis le 1er janvier 2016 de l'établissement public territorial Paris-Est-Marne et Bois créé par un décret du 11 décembre 2015.

### Tendances politiques et résultats
Lors du premier tour des élections municipales de 2020 dans le Val-de-Marne, la liste menée par la maire sortante UDI Charlotte Libert-Albanel — qui a succédé en 2017 à Laurent Lafon, contraint de démissionner en application de la législation limitant le cumul des mandats en France de son mandat de maire après son élection comme sénateur — remporte la majorité absolue des suffrages exprimés, avec 6 541 voix (54,61 % et 34 sièges de conseillers municipaux), devançant largement les listes menées par Christophe Ribet (EELV, 2 758 voix, 22,99 %, 5 sièges), par Florence Gall (LREM, 1 612 voix, 13,46 %, 3 sièges) et par Chantal Balagna-Ranin (Parti communiste français, 1 070 voix, 8,93 %, 1 siège),.

### Administration municipale
Le nombre d'habitants étant compris entre 40 000 et 49 999, le nombre de membres du conseil municipal est de 43.

### Liste des maires
| Période        | Période                        | Identité                 | Étiquette                        | Qualité |
| -------------- | ------------------------------ | ------------------------ | -------------------------------- | --- |
| 1944           | 1947                           | Georges Lamouret         | SFIO                             | |
| 1947           | 1966                           | Antoine Quinson          | RPF puis CNI                     | Ingénieur des ponts et chaussées Député de la Seine (1951 → 1958) Sous-secrétaire d’État puis ministre (1957 → 1958) Décédé en fonction |
| 1966           | 1971                           | Jean Burgeat             | CNI                              | Cadre d'entreprise |
| 1971           | 1996                           | Jean Clouet              | RI puis UDF-PR                   | Énarque, permanent patronal Sénateur du Val-de-Marne (1986 → 2004) Conseiller général de Vincennes-Fontenay-Sud (1970 → 1979) Conseiller général de Vincennes-Fontenay-Nord puis de Vincennes-Est (1979 → 1989) Démissionnaire                                                                           |
| 1996           | 3 juillet 2002,                | Patrick Gérard           | UDF                              | Professeur des universités en science politique, Conseiller d’État Conseiller régional (1992 → 2002) Démissionnaire |
| 3 juillet 2002 | novembre 2017                  | Laurent Lafon,           | UDF, puis NC, puis FED, puis UDI | Consultant en finances publiques locales, enseignant Sénateur du Val-de-Marne (2017 → ) Vice-président de la métropole du Grand Paris (2016 → 2017) Vice-président de l'EPT Paris-Est-Marne et Bois (2016 → 2017) Conseiller régional (2004 → ) Démissionnaire à la suite de son élection comme sénateur |
| novembre 2017, | En cours (au 11 novembre 2020) | Charlotte Libert-Albanel | UDI                              | Consultante Vice-présidente de l'EPT Paris-Est-Marne et Bois (2017 →) Réélue pour le mandat 2020-2026, |

### Politique de développement durable
Engagée dans une démarche d'écoresponsabilité depuis 2006, la ville a officiellement lancé en avril 2009, sa démarche globale de développement durable concrétisée par l'Agenda 21. Adopté par le conseil municipal en décembre 2010, l'Agenda 21 est un programme d'actions comprenant des propositions touchant à l'environnement, l'économie et le social, les domaines des transports, de l'énergie, de l'habitat, de la qualité de vie...
Quelques-unes des actions mises en place dans le cadre de l'Agenda 21 :
- depuis 2009, les commerçants qui vendent des produits biologiques sur les marchés sont identifiables grâce à un macaron ;
- plus de 50 % des rues de la ville sont devenues des zones apaisées. L'objectif est de réduire la vitesse des véhicules et sécuriser le cheminement des piétons ;
- les horodateurs de la ville sont équipés de panneaux solaires ;
- développement des pistes cyclables ;
- développement du compostage des déchets verts ;
- installation de ruches afin de contribuer à la préservation de la biodiversité de l'environnement ;
- mise en place d'une Charte 21, plan d'actions pour une administration plus écoresponsable ;
- création de toitures végétalisées sur certains bâtiments. Elles permettent une meilleure isolation du bâtiment et contribuent à freiner les restitutions des eaux pluviales dans les réseaux.

### Distinction et labels
Vincennes est une ville labellisée :
- la ville a obtenu le label « Ville d'art et d'histoire » en janvier 2012[47] ;
- depuis 2010, la ville est récompensée par le label « Ville Internet @@@@ » ;
- en 2009, la ville a obtenu une troisième fleur pour son label « Ville fleurie »[48] ;
- la ville a reçu en 2008, de l'UNICEF le label « Ville amie des enfants » ;
- la commune est également une ville handi-engagée.

### Jumelages
| Ville | Ville               | Pays | Pays        | Période                     |
| ----- | ------------------- | ---- | ----------- | --------------------------- |
|       | Blackrock           |      | Irlande     | depuis le 25 avril 2019     |
|       | Castrop-Rauxel      |      | Allemagne   | depuis 1960                 |
|       | Lambeth             |      | Royaume-Uni | depuis 1955                 |
|       | Montigny-le-Tilleul |      | Belgique    | depuis le 14 septembre 1980 |
|       | Tomar               |      | Portugal    | depuis 1998                 |
|       | Vincennes           |      | États-Unis  | depuis 1918                 |

Vincennes est également la marraine de guerre de deux villes qui furent quasiment détruites durant les deux conflits mondiaux, et qu'elle a aidé à reconstruire :
- Vorges, commune située dans l'Aisne ;
- Condé-sur-Noireau, commune située dans le Calvados.

## Population et société

### Démographie
L'évolution du nombre d'habitants est connue à travers les recensements de la population effectués dans la commune depuis 1793. Pour les communes de plus de 10 000 habitants les recensements ont lieu chaque année à la suite d'une enquête par sondage auprès d'un échantillon d'adresses représentant 8 % de leurs logements, contrairement aux autres communes qui ont un recensement réel tous les cinq ans,.

En 2022, la commune comptait 48 368 habitants, en évolution de −2,98 % par rapport à 2016 (Val-de-Marne : +3 %, France hors Mayotte : +2,11 %).
| 1793  | 1800  | 1806  | 1821  | 1831  | 1836  | 1841  | 1846  | 1851  |
| ----- | ----- | ----- | ----- | ----- | ----- | ----- | ----- | ----- |
| 2 014 | 2 163 | 1 853 | 2 035 | 2 854 | 3 032 | 3 522 | 4 700 | 4 765 |

| 1856  | 1861   | 1866   | 1872   | 1876   | 1881   | 1886   | 1891   | 1896   |
| ----- | ------ | ------ | ------ | ------ | ------ | ------ | ------ | ------ |
| 5 834 | 13 414 | 14 573 | 17 064 | 18 243 | 20 530 | 22 237 | 24 626 | 27 450 |

| 1901   | 1906   | 1911   | 1921   | 1926   | 1931   | 1936   | 1946   | 1954   |
| ------ | ------ | ------ | ------ | ------ | ------ | ------ | ------ | ------ |
| 31 405 | 34 185 | 38 568 | 41 527 | 45 236 | 46 859 | 48 967 | 49 226 | 50 434 |

| 1962   | 1968   | 1975   | 1982   | 1990   | 1999   | 2006   | 2011   | 2016   |
| ------ | ------ | ------ | ------ | ------ | ------ | ------ | ------ | ------ |
| 50 436 | 49 143 | 44 261 | 42 870 | 42 267 | 43 595 | 47 488 | 48 649 | 49 853 |

| 2021   | 2022   | - | - | - | - | - | - | - |
| ------ | ------ | - | - | - | - | - | - | - |
| 48 798 | 48 368 | - | - | - | - | - | - | - |

### Enseignement

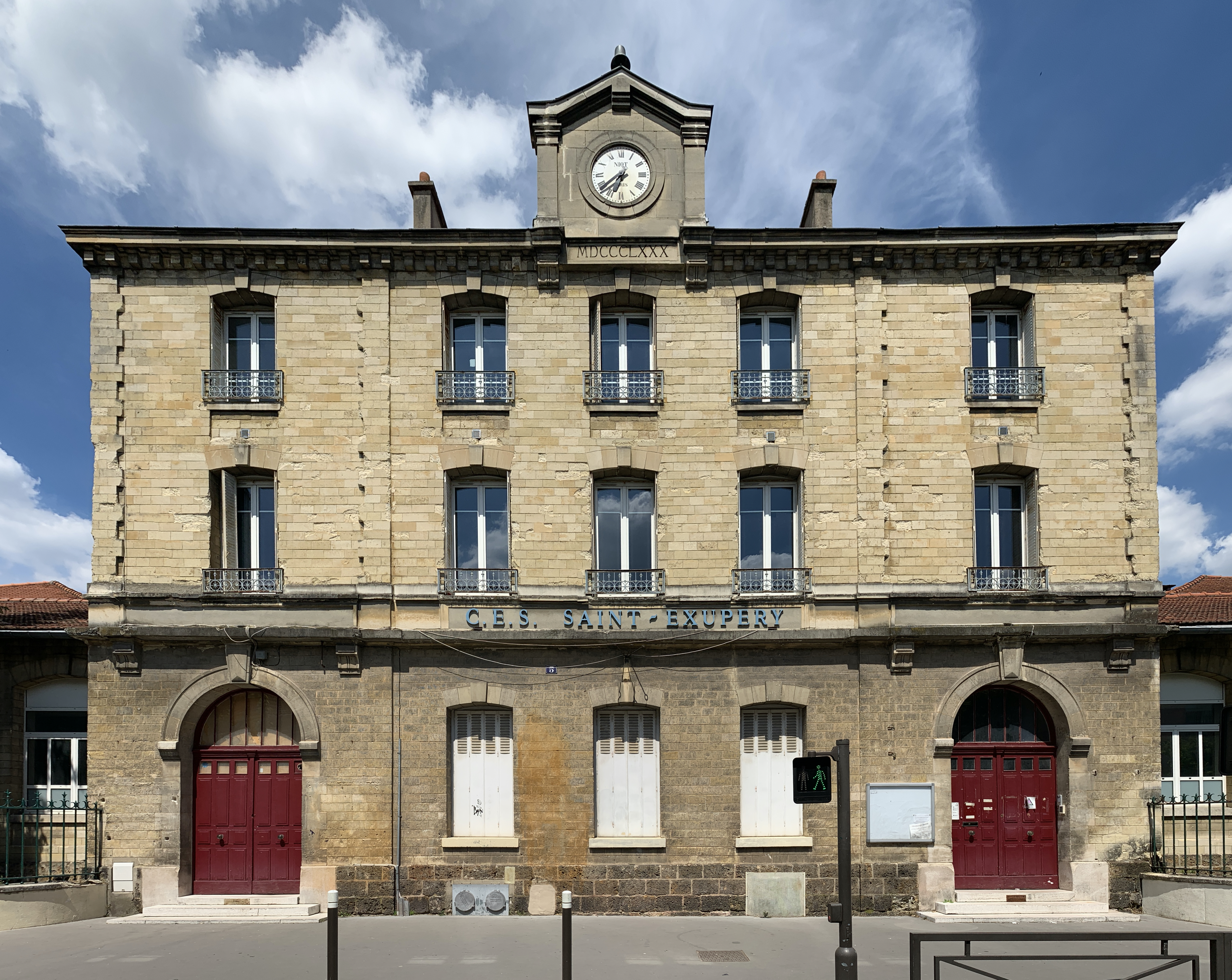
Collège Saint-Exupéry.

Vincennes est située dans l'académie de Créteil.
La commune administre sept écoles maternelles et six écoles élémentaires communales et dispose de trois école élémentaires privées.
Le département gère quatre collèges dont trois sont publics : Hector-Berlioz, François-Giroud et Saint-Exupéry. L'établissement privé est le collège Notre-Dame-de-la-Providence.
La région Île-de-France gère cinq lycées :
- au sein de deux établissements publics : le lycée général et technologique Hector-Berlioz[56] et le lycée professionnel Jean-Moulin[57] ;
- et de trois établissements privés : l'établissement Claude-Nicolas-Ledoux « École du bâtiment et des travaux publics » (EBTP) regroupant un lycée général et technologique[58] et un lycée professionnel[59], l'établissement Gregor-Mendel regroupant un lycée technologique[60] et un lycée professionnel[61] et le lycée général Notre-Dame-de-la-Providence[62].

L'établissement privé catholique Notre-Dame-de-la-Providence fait office d'école maternelle, élémentaire, de collège et de lycée. L'institution fut fondée en 1947 par les Sœurs de la Providence (congrégation formée en 1762 par le prêtre Jean-Martin MOYË). Sous contrat avec l’État, l'établissement se situe rue de Fontenay. Depuis quelques années l'institution a vu la naissance de plusieurs associations telles qu'écolapro (visant à mettre en place des vendredis verts afin d'obtenir le label éco lycée) ou la BRISC.
Une université de Vincennes a existé entre 1968 et 1980 sur le territoire de la ville de Paris dans le bois de Vincennes, à proximité de la commune. Aujourd'hui, l'entité qui lui succède, l'université Paris-VIII Vincennes-Saint-Denis, porte toujours le nom de la commune, bien qu'elle n'y ait jamais été implantée.

### Manifestations culturelles et festivités

#### Les grands rendez-vous
- Janvier : rencontres internationales du cinéma de patrimoine ; Festival international du voyage à vélo organisé par l'association Cyclo-Camping International ;
- Février : foulées de Vincennes (course à pied) ;
- Mars : Prix du bois de Vincennes à l’Hippodrome ;
- Mai : semaine des photographes vincennois (en alternance avec la Semaine des peintres vincennois), festival Vincennes off (festival de musique et théâtre les années paires) ;
- Juin : une toile sous les étoiles (cinéma en plein air), Fête du pain et de la boucherie, Course du château, Opéra en plein air dans le château, Fête de la musique ;
- Juillet : animations sportives de plein air, Bal des pompiers ;
- Septembre : Festival America (festival de littérature américaine, années paires), Biennale d’art contemporain (années impaires), Journées européennes du patrimoine ;
- Octobre : salon de la ville (peinture) ;
- Décembre : patinoire et manèges, village de Noël, Prix de Vincennes à l’hippodrome.

Outre ces grands rendez-vous, la ville propose une saison culturelle (théâtre, musique, danse, jeune public).
Tous les premiers dimanches du mois a lieu, esplanade Saint Louis du château de Vincennes, le plus grand rendez-vous d'amateurs de voitures anciennes organisé par Vincennes en Anciennes.

#### Le festival America
Tous les deux ans en septembre (années paires), Vincennes accueille le festival America.
Seule manifestation européenne consacrée aux littératures et cultures d’Amérique du Nord, l’événement rassemble autour d’un grand salon du livre, un grand nombre de maisons d’édition françaises et étrangères. Cafés littéraires, débats et rencontres se succèdent dans toute la ville. Le festival propose également une sélection de films, des expositions ainsi que des concerts. Parmi les auteurs venus assister au festival, on retrouve : Bret Easton Ellis, Douglas Kennedy, Russell Banks, Toni Morrison, Jonathan Safran Foer, Jim Harrison, Luis Sepúlveda, Joseph Boyden ou encore Frédéric Beigbeder.

#### Les Rencontres internationales du cinéma de patrimoine
En janvier, les années paires, les Rencontres internationales du cinéma de patrimoine mettent à l’honneur les chefs-d’œuvre du cinéma mondial. À travers des projections, des débats, des master classes et des expositions, les Rencontres permettent aux professionnels, lycéens, étudiants et cinéphiles de découvrir ou de redécouvrir des films remarquables préservés ou restaurés par de prestigieuses cinémathèques internationales.
Les Prix Henri-Langlois, décernés chaque année en janvier, récompensent le travail et le talent de tous ceux qui œuvrent pour faire partager leur passion du cinéma et transmettre aux nouvelles générations la connaissance du patrimoine cinématographique. Parmi les lauréats, citons Sofia Coppola, Claude Lelouch, Roman Polanski, Ken Loach, Edouard Molinaro, Agnès Jaoui, Youssou N'Dour, Anouk Aimée, Sandrine Bonnaire, Claudia Cardinale, Clovis Cornillac, Michael Lonsdale, Philippe Noiret, Claude Rich, Hanna Shygulla, Omar Sharif, Catherine Frot…

### Santé
La ville de Vincennes bénéficie d'un grand nombre de professionnels de santé, généralistes et spécialistes, mais aussi de sa proximité avec l’Hôpital d'instruction des Armées Bégin, situé à Saint-Mandé et l’Hôpital intercommunal André-Grégoire, situé à Montreuil.

### Sports
La ville compte un parc des sports (trois stades), trois gymnases, un centre aquatique depuis 2011, et quatre centres sportifs polyvalents : Georges-Pompidou, Hector-Berlioz, Parc-du-Château et Georges-Serre.

#### Équipements sportifs couverts
(juin 2013).
- Centre sportif Georges-Pompidou comprenant un gymnase (basket, volley, tir à l'arc, handball), la salle Joseph-Clouet (tennis de table, gymnastique) et la salle Louis-Foulon (escrime)
- Centre sportif Hector-Berlioz comprenant différentes salles répartie sur trois niveaux (gymnastique, boxe, basket, badminton, tennis de table, arts martiaux, judo, musculation et un mur d’escalade)
- Le gymnase du Parc-du-Château (badminton, basket, gymnastique rythmique sportive, volley, un mur intérieur d’escalade)
- Le gymnase de l’Est (basket, danse, gymnastique…)
- Le gymnase Paul-de-Benedetti (basket, gymnastique rythmique et sportive, tir à l'arc...)
- Le gymnase de l’Ouest (badminton, basket, gymnastique...)
- Le gymnase Louis-Georges-Serres (badminton scolaire, gymnastique au sol, gymnastique d'entretien, tennis de table, et une salle de motricité)
- Le Dôme, centre aquatique comprenant trois bassins (l’un de natation, un bassin d’apprentissage et une pataugeoire), un espace forme comprenant une salle de fitness, un spa, un hammam et un solarium.

#### Équipements sportifs extérieurs
(juin 2013).
- Le parc municipal des sports comprenant :
- Le stade Léo-Lagrange avec quatre terrains de football dont un terrain d'honneur, un terrain d'entraînement synthétique pour football et rugby, une piste d'athlétisme 6 couloirs, deux terrains de volley, deux terrains de basket, une piste de vélo-cross
- Le stade Léon-Bonvoisin avec un terrain de rugby
- Le stade Jean-Mermoz avec treize courts privés de tennis
- Le plateau sportif Louis-Georges-Serre comprenant un terrain d'éducation physique et sportive (EPS) et une piste d'athlétisme 5 couloirs
- Un centre équestre comprenant une carrière, un terrain d’évolution et trois manèges
- Le boulodrome du pavillon Armand lyonnaise, pétanque, jeu provençal, parisienne
- Après les jeux olympiques d'hiver de 1968, la vasque olympique qui se trouvait au parc Paul-Mistral de Grenoble a été transférée au parc de l'institut national des sports de Vincennes jusqu'à octobre 1987, quand elle a été rapatriée à nouveau à Grenoble.

#### Les associations sportives
Les associations qui sont très nombreuses, exercent leurs talents dans des domaines très variés : sport, humanitaire, culture, souvenir, jeunesse, social, vie des quartiers…

### Médias
La ville de Vincennes dispose d'un service journalistique dédié :
- le Vincennes info[67], journal mensuel, papier et virtuel ;
- la chaîne télévisée Vincennes tv[68], télévision citoyenne des vincennois.

### Cultes
Les Vincennois disposent de lieux de cultes catholique, israélite, musulman et protestant.

#### Culte catholique
Au sein du diocèse de Créteil, le territoire de la commune dépend du secteur pastoral Vincennes Saint-Mandé qui regroupe plusieurs lieux de culte :
- l'église Notre-Dame, rue Raymond du Temple[69],
- la chapelle Saint-Jean-Sainte-Thérèse, rue Mirabeau[70], centre de la paroisse catholique ukrainienne locale,
- l'église Saint-Louis[71].

Au sein du diocèse aux Armées françaises, il y a la chapelle du fort Neuf et la Sainte Chapelle du Château.

#### Culte israélite
La synagogue de Vincennes regroupe deux lieux de culte : une synagogue de rite ashkénaze, construite en 1907, et une synagogue de rite séfarade, construite en 2005.

#### Culte musulman
La communauté musulmane malienne dispose d'un lieu de culte au sein du foyer malien.

#### Culte protestant
Le temple protestant de Vincennes est situé 16 rue de la Fraternité. La paroisse est membre de l’Église protestante unie de France.

## Économie

### Revenus de la population et fiscalité
En 2010, le revenu fiscal médian par ménage était de 37 746 €, ce qui plaçait Vincennes au 3 949e rang parmi les 31 525 communes de plus de 39 ménages en métropole.

### Emploi
En 2009, la population âgée de 15 à 64 ans s'élevait à 33 948 personnes, parmi lesquelles on comptait 81,7 % d'actifs dont 75,6 % ayant un emploi et 6,1 % de chômeurs.
On comptait 17 490 emplois dans la zone d'emploi, contre 15 022 en 1999. Le nombre d'actifs ayant un emploi résidant dans la zone d'emploi étant de 25 873, l'indicateur de concentration d'emploi est de 67,6 %, ce qui signifie que la zone d'emploi offre deux emplois pour trois habitants actifs.
La municipalité incite les acteurs économiques à mettre en place des pratiques durables telle que la démarche RSE et soutient les filières économiques vertes. L'une des nouveautés[Quand ?] en matière d'emploi et de soutien économique est la mise en place d'un espace de co-working[Quoi ?].
La richesse artisanale de la ville est valorisée tous les deux ans à l'occasion du salon des métiers d'arts et par la participation des artisans aux Journées des métiers d'arts de la chambre des métiers et de l'artisanat du Val-de-Marne.

### Entreprises et commerces
Au 31 décembre 2010, Vincennes comptait 5 269 établissements : 14 dans l’agriculture-sylviculture-pêche, 135 dans l'industrie, 271 dans la construction, 4 190 dans le commerce-transports-services divers et 659 étaient relatifs au secteur administratif.
En 2011, 652 entreprises ont été créées à Vincennes, dont 342 par des autoentrepreneurs.
Vincennes est un pôle économique actif contribuant à la vitalité du tissu local. Elle ne manque pas d'atouts : une position géographique stratégique, proche de Paris et notamment du quartier Bercy-Gare de Lyon, à mi-chemin d'Orly et de Roissy; une fiscalité modérée ; un environnement d'exception avec le château, la proximité du bois, des équipements publics de qualité et des commerces de proximité nombreux.

## Culture locale et patrimoine

### Lieux et monuments
Outre son célèbre château, la ville propose aux visiteurs plusieurs bâtiments classés, tels que l'hôtel de ville et l'église Saint-Louis, mais aussi des édifices qui, d'un quartier à l'autre de la ville, méritent que l'on s'y attarde. Façades du XIXe ou de tendance Art déco, de nombreuses curiosités architecturales se côtoient dans les rues de la ville.
- Le château et la Sainte-Chapelle

Le château de Vincennes.
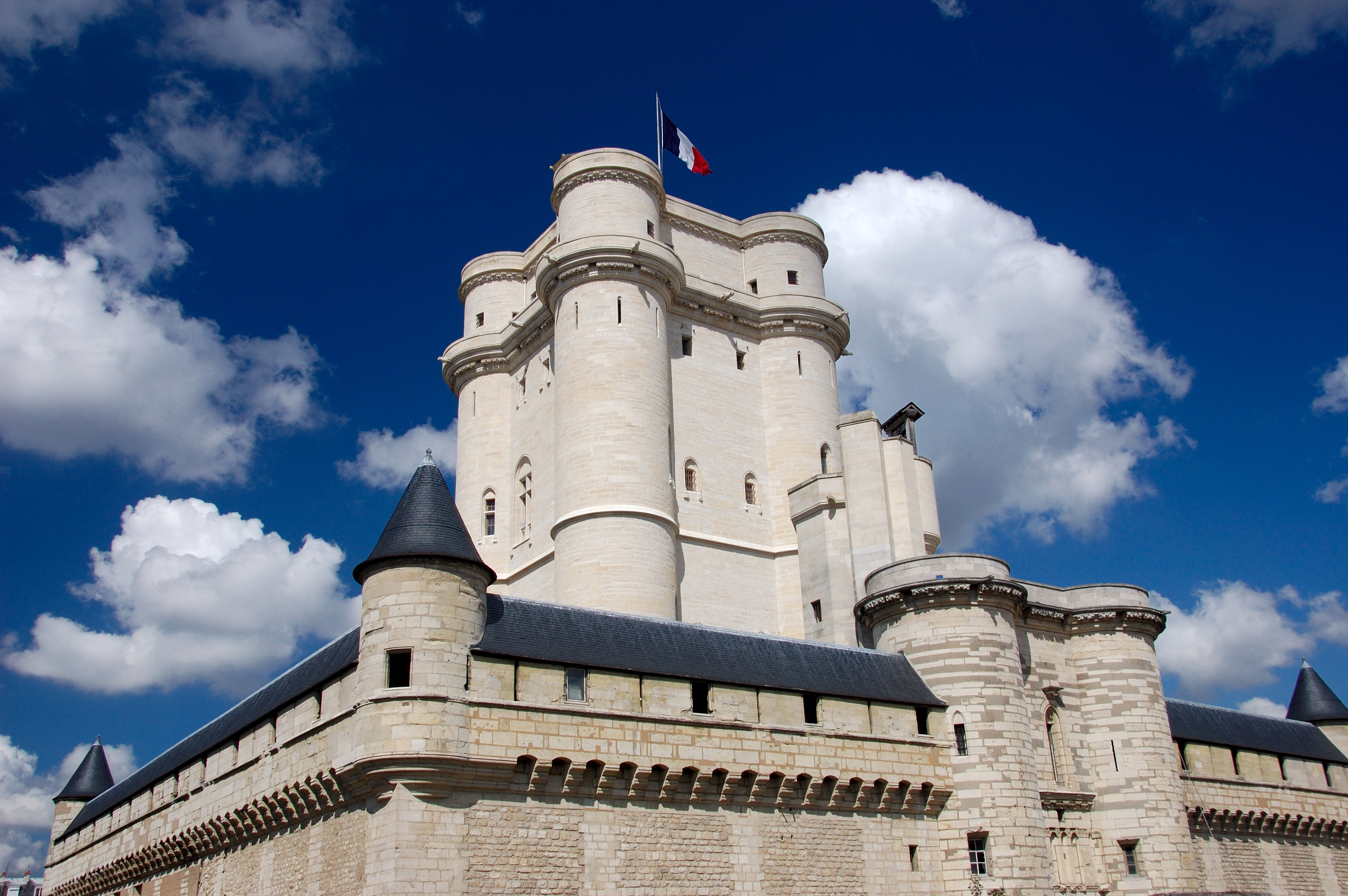
Le donjon du château de Vincennes.
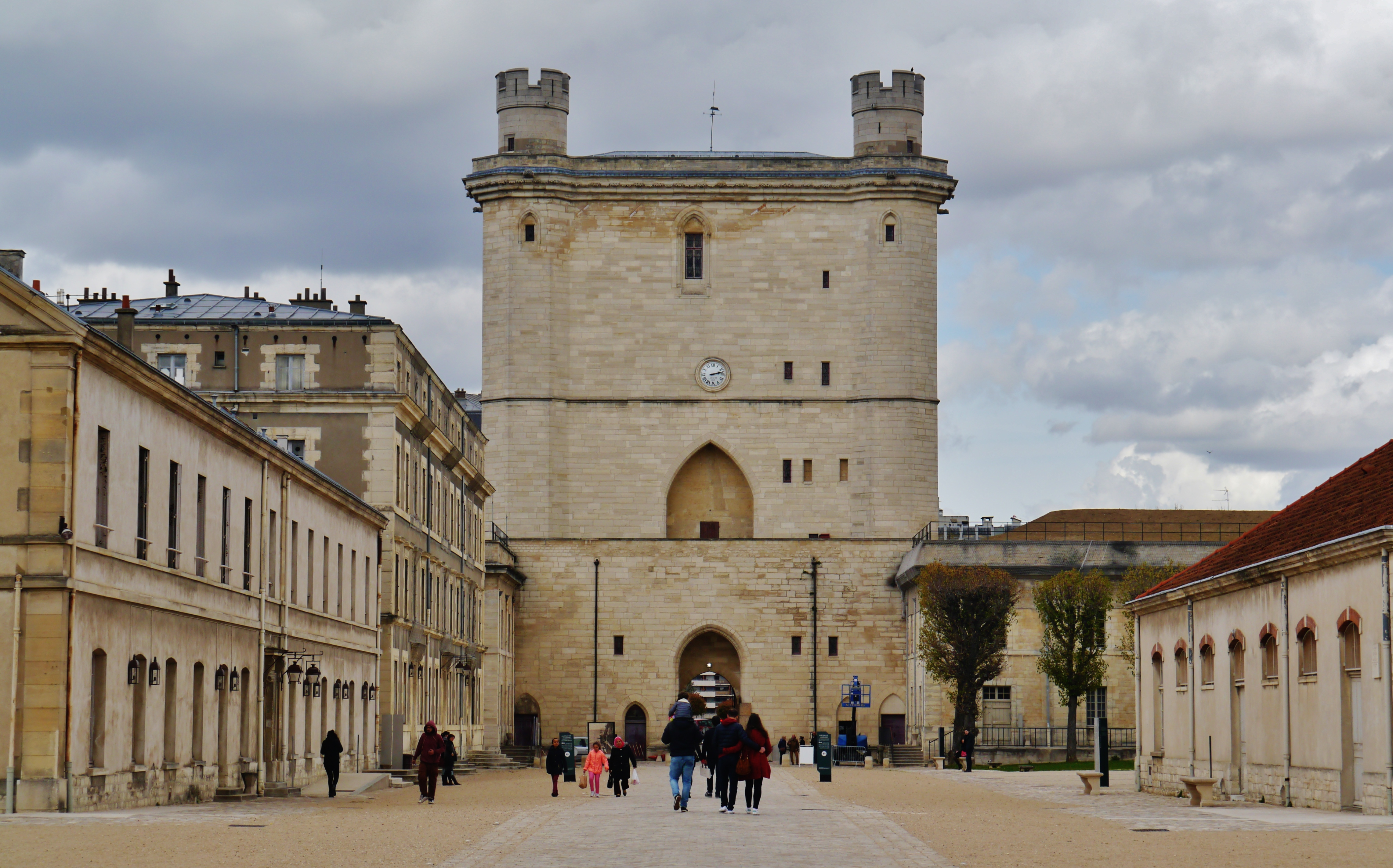
Tour du Village du château de Vincennes.
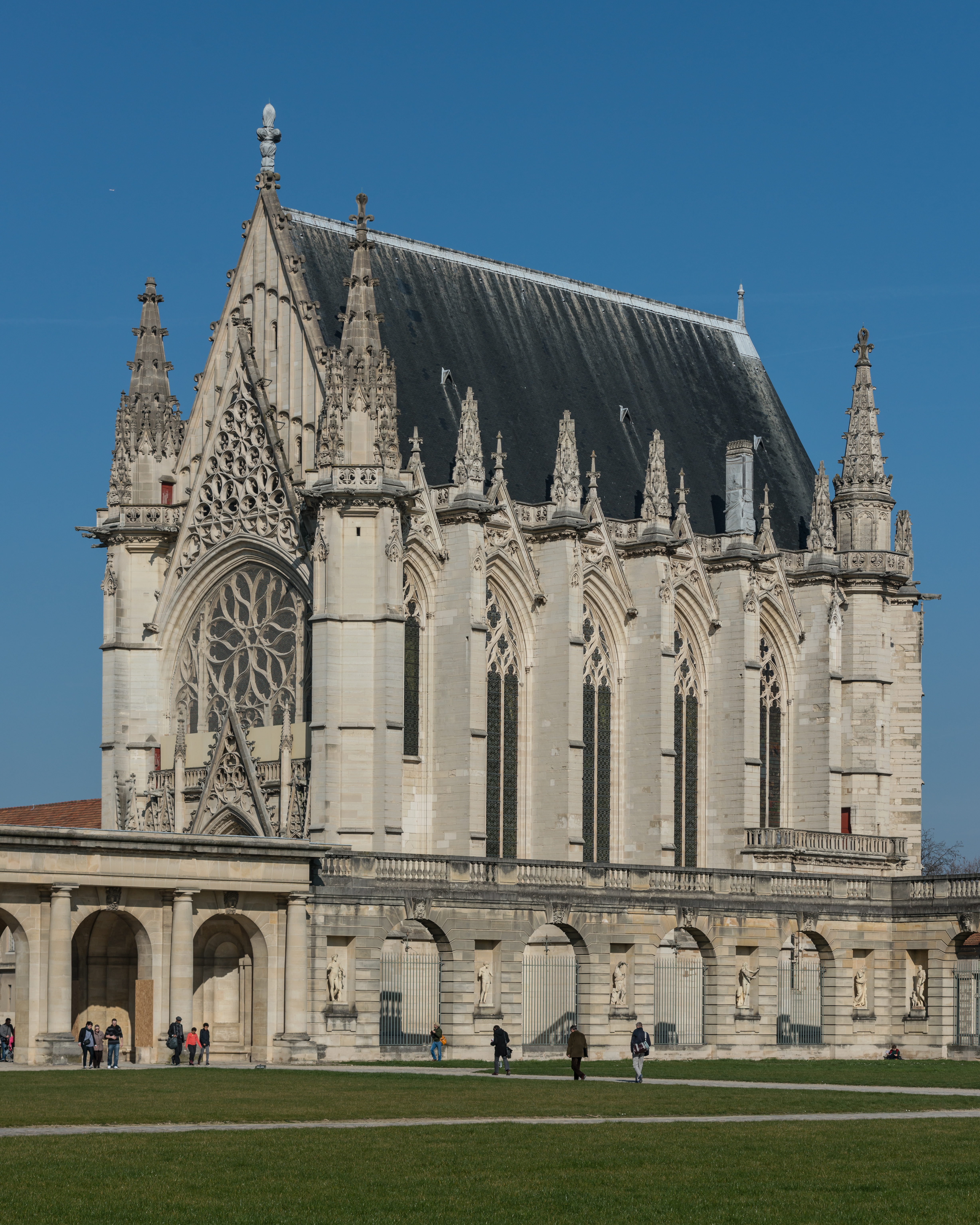
Sainte-Chapelle.

- L'hôtel de ville : 
Issu de deux opérations distinctes de construction réalisées à 44 ans d’intervalle, l’hôtel de ville illustre à la fois le style néo-Renaissance s’inspirant du modèle que constitua l’Hôtel de ville de Paris au début de la troisième République, et le style Art déco, remarquable par l’escalier monumental et la coupole en verre de 12,20 mètres de diamètre et de 30 tonnes, tous deux classés monuments historiques.
En 1999, la Commission régionale du Patrimoine et des sites, a inscrit sur l'Inventaire supplémentaire des monuments historiques l’ensemble des façades et toitures de l’hôtel de ville, les deux halls d’entrée, la salle des Fêtes, la salle des Mariages et le bureau du premier maire adjoint, situé à l’angle sud-ouest du rez-de-chaussée.

- L'Église Notre-Dame

- L'église Saint-Louis : 
Conçue en 1912, par les architectes Jacques Droz et Joseph Marrast, l’église Saint-Louis présente une architecture originale de style néo-byzantin, caractéristique du renouveau de l’art sacré dans la première moitié du XXe siècle. Ses décors intérieurs sont le fruit du talent des artistes des Ateliers d’art sacré : des fresques d’Henri Marret et Maurice Denis, un ensemble de céramiques de Maurice Dhomme, des sculptures de Carlo Sarrabezolles et des ferronneries d’art de Raymond Subes. L’église Saint-Louis a été classée monument historique dans sa totalité en 1996 par le ministère de la Culture.

- Le bois de Vincennes

 (juin 2013).
On peut y noter :
- - Le parc floral de Paris.
  - L'hippodrome de Paris-Vincennes.
  - Le palais de la Porte Dorée.
  - La pagode de Vincennes.
  - Arboretum.
  - La Ferme de Paris.
  - Théâtre des marionnettes.
  - Théâtre astral.

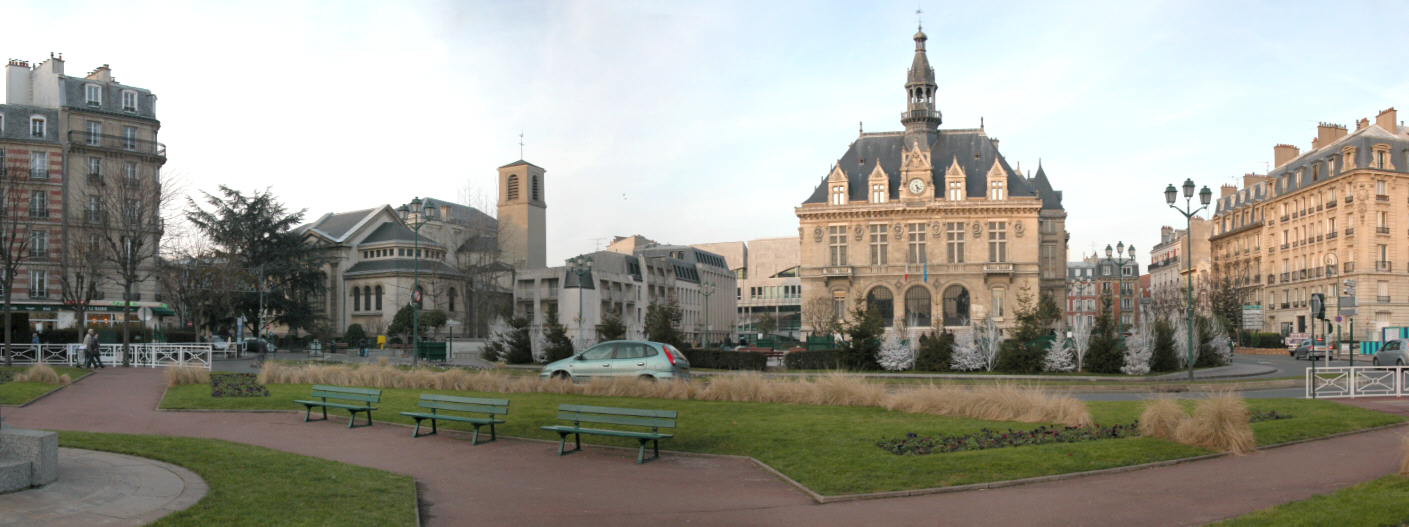
La mairie et l'église Notre-Dame.
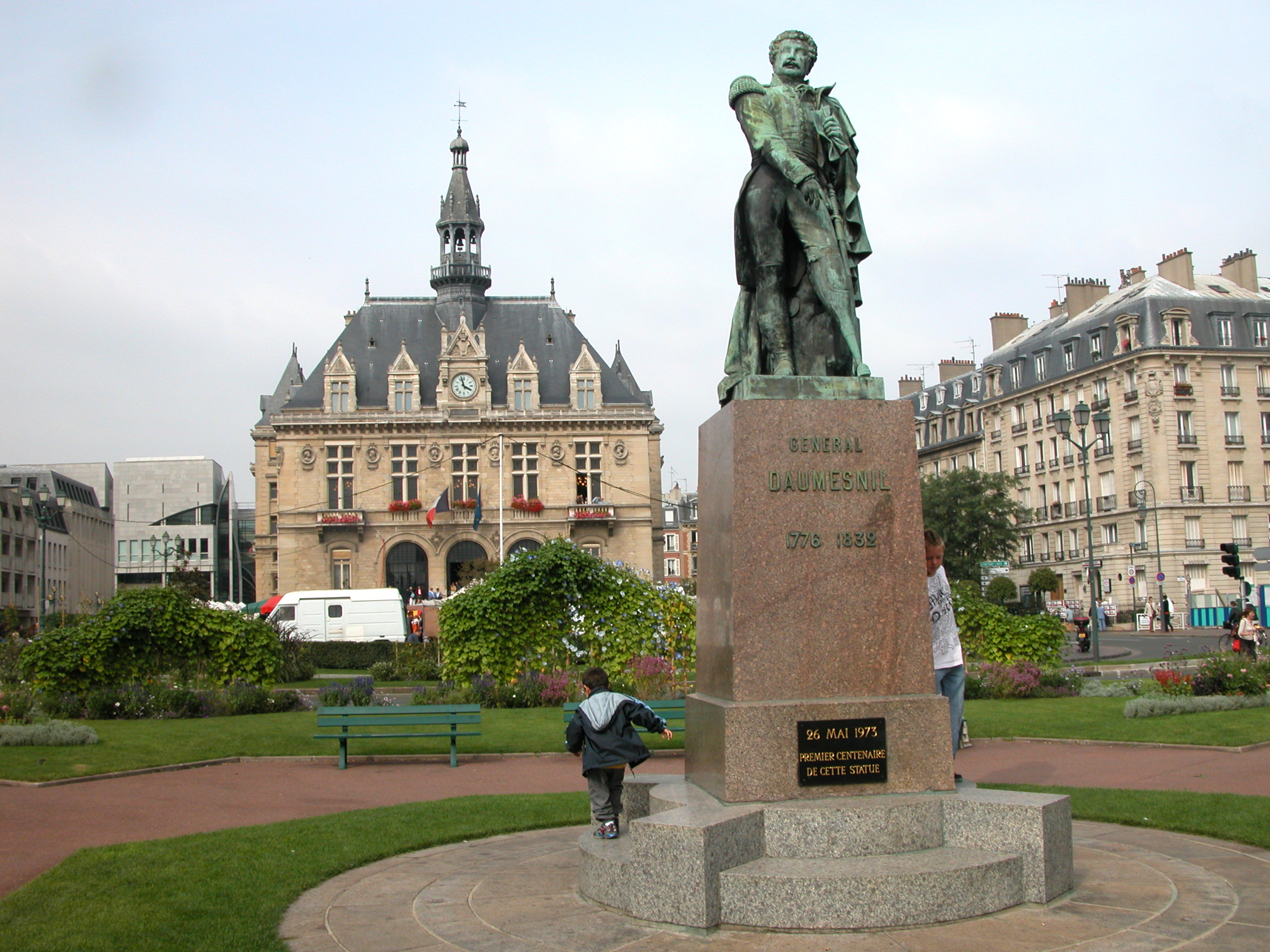
L'hôtel de ville et le Monument du général Daumesnil (1873) par Louis Rochet.
Le complexe culturel Cœur de Ville.
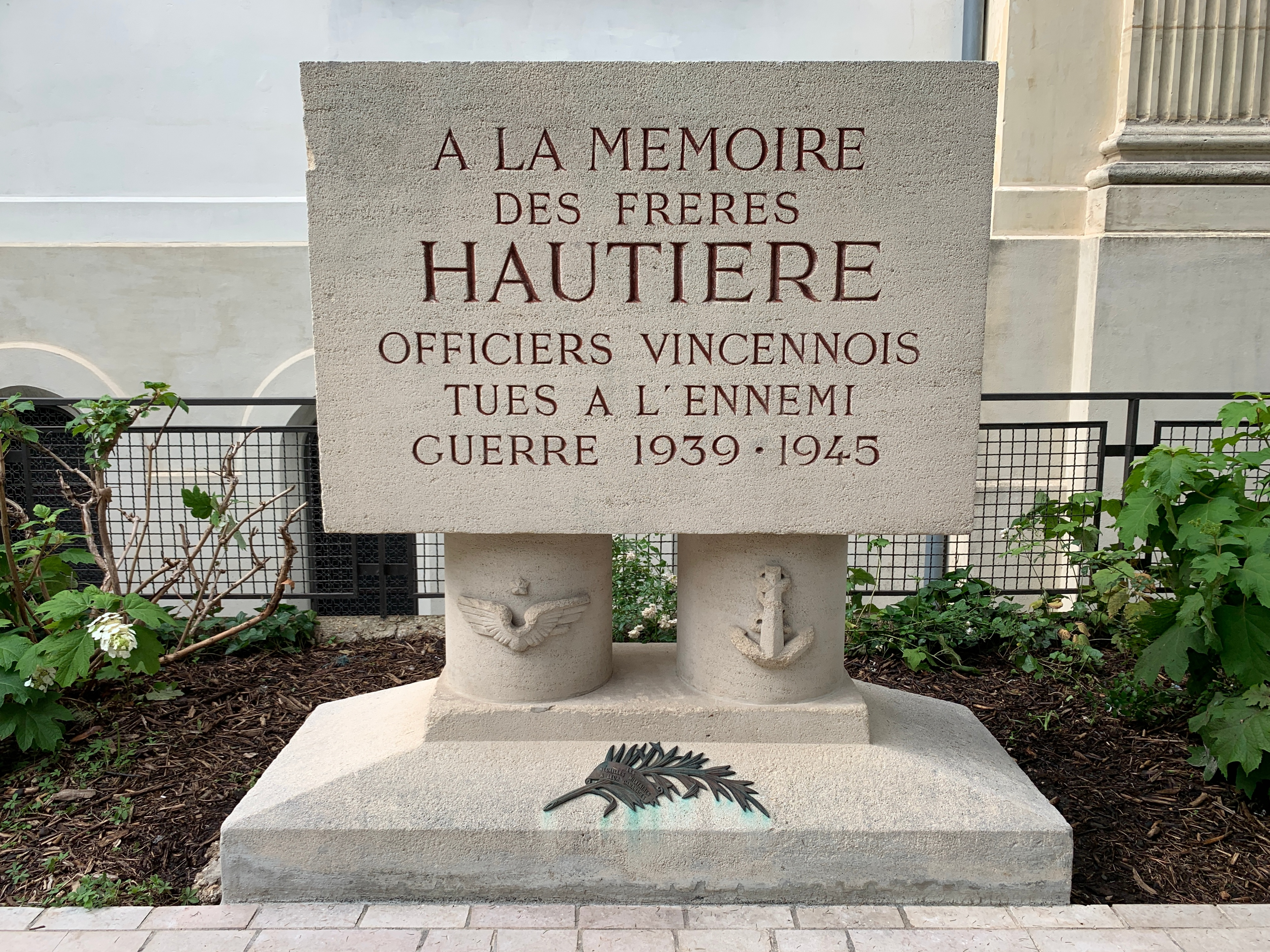
Mémorial des frères Hautière[76].

### Espaces verts
Vincennes compte onze squares et six jardins sur une surface totale de 116 766 m2, répartis dans tous les quartiers de la ville, ainsi qu'un patrimoine de 3 700 arbres de près de 60 espèces différentes.
En 2009, la ville a été récompensée par une 3e fleur au concours des villes et villages fleuris.
Chaque année depuis 2003, la journée du jardinier permet aux familles vincennoises de recueillir des conseils de la part des agents du service des Espaces verts pour bien entretenir leurs plantes et jardins.

### Équipements culturels

#### Équipements culturels
(juin 2013).
- L'Espace Daniel-Sorano, contenant un théâtre de 212 places et une salle permettant des projections de cinéma
- Un cinéma de quatre salles, Le Vincennes
- Cœur de ville regroupe une médiathèque, un conservatoire, un auditorium de plus de 300 places. L'ensemble, conçu par l'architecte Henri Gaudin, a été inauguré en 2003
- Trois bibliothèques de quartier
- Une salle de spectacles dans le centre culturel Georges-Pompidou

### Personnalités liées à la commune

#### Souverains et personnalités politiques

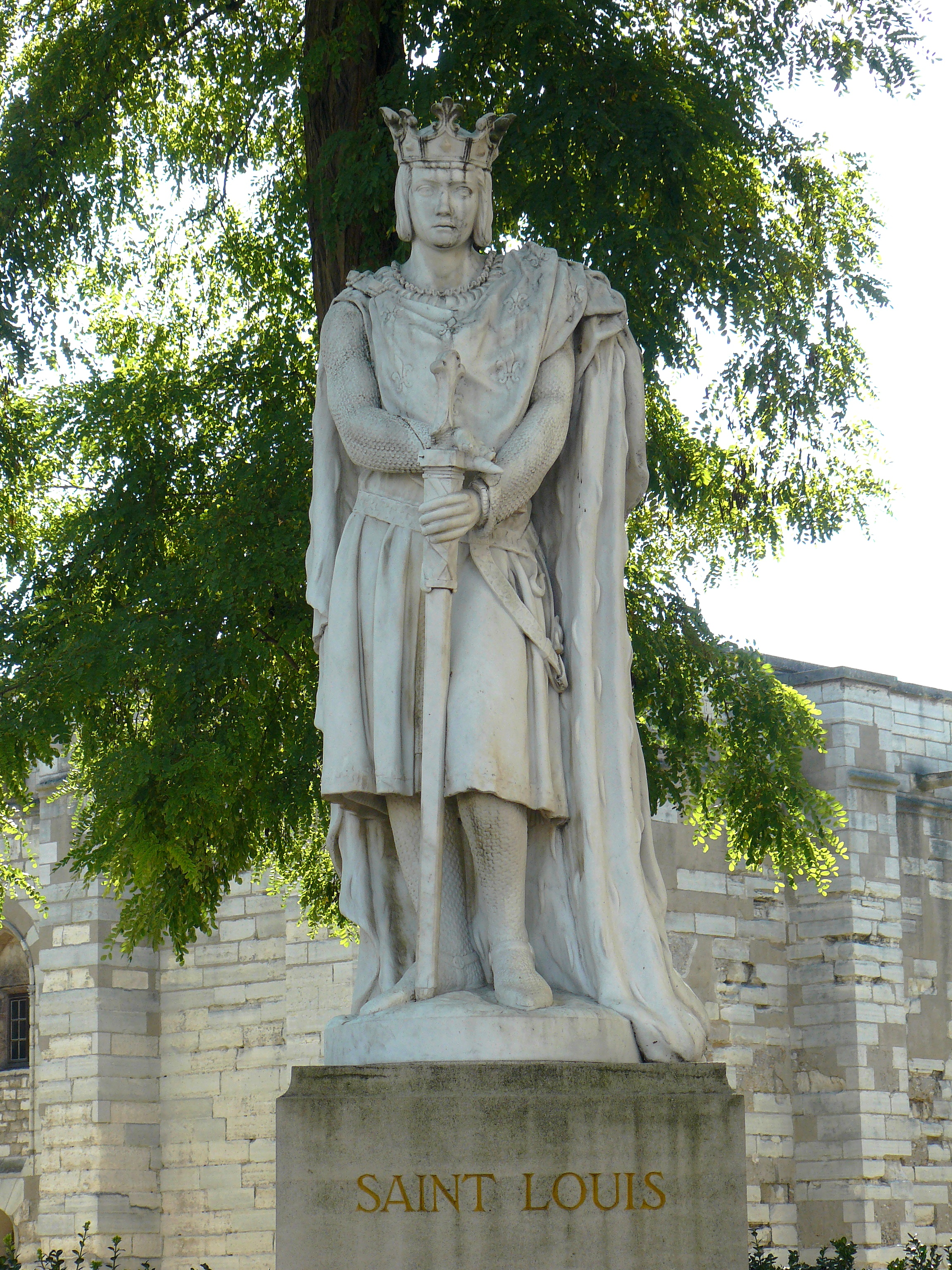
Saint Louis, roi de France de 1226 à 1270, résidait à Vincennes.

- Louis IX (dit saint Louis), roi de France.
- Philippe d'Orléans, né en 1336 à Vincennes.
- Jeanne de Bourbon est née à Vincennes en 1338.
- Charles V de France, né à Vincennes en 1338.
- Louis Ier, roi de Naples, né à Vincennes en 1339.
- Isabelle de France, née à Vincennes en 1348.
- Henri V d'Angleterre, roi d'Angleterre et vainqueur à Azincourt, meurt de dysenterie le 31 août 1422.
- Charles IX de France, mort au château de Vincennes le 30 mai 1574.
- Antoine de L'Age (1602-1635), seigneur français mort à Vincennes.
- Jules Mazarin, (1602-1661), sa dépouille se trouva inhumée à la Sainte-Chapelle du château de Vincennes durant presque dix ans.
- D'Artagnan, mousquetaire, geôlier de Nicolas Fouquet au donjon de Vincennes en 1662.
- François de Vendôme (1616-1669), duc de Beaufort, s'évada du château de Vincennes en 1648.
- Marie-Anne de Bourbon, née à Vincennes en 1666.
- Jean Henri de La Tude, (1725-1805), réussit trois évasions, dont une du donjon du château de Vincennes en 1750 par un passage souterrain creusé à l'aide d'une cuiller en bois (qui était encore exposée à Vincennes dans les années 1970), et une de la forteresse de la Bastille à l'aide d'une échelle de corde et de bois, qu'il récupère à la prise de la Bastille, et qui est visible au musée Carnavalet.
- Louis Antoine de Bourbon-Condé (1772-1804), duc d'Enghien, exécuté à Vincennes sur ordre de Napoléon.
- Pierre Daumesnil (1776-1832), général et gouverneur du château de Vincennes.
- Pierre Messmer (1916-2007), homme politique et ancien Premier ministre français, né à Vincennes.
- Jerôme Lambert (1957), homme politique français né à Vincennes.
- Laurence Dumont (1958), femme politique, vice-présidente de l’Assemblée nationale, née à Vincennes.

#### Personnalités du monde culturel

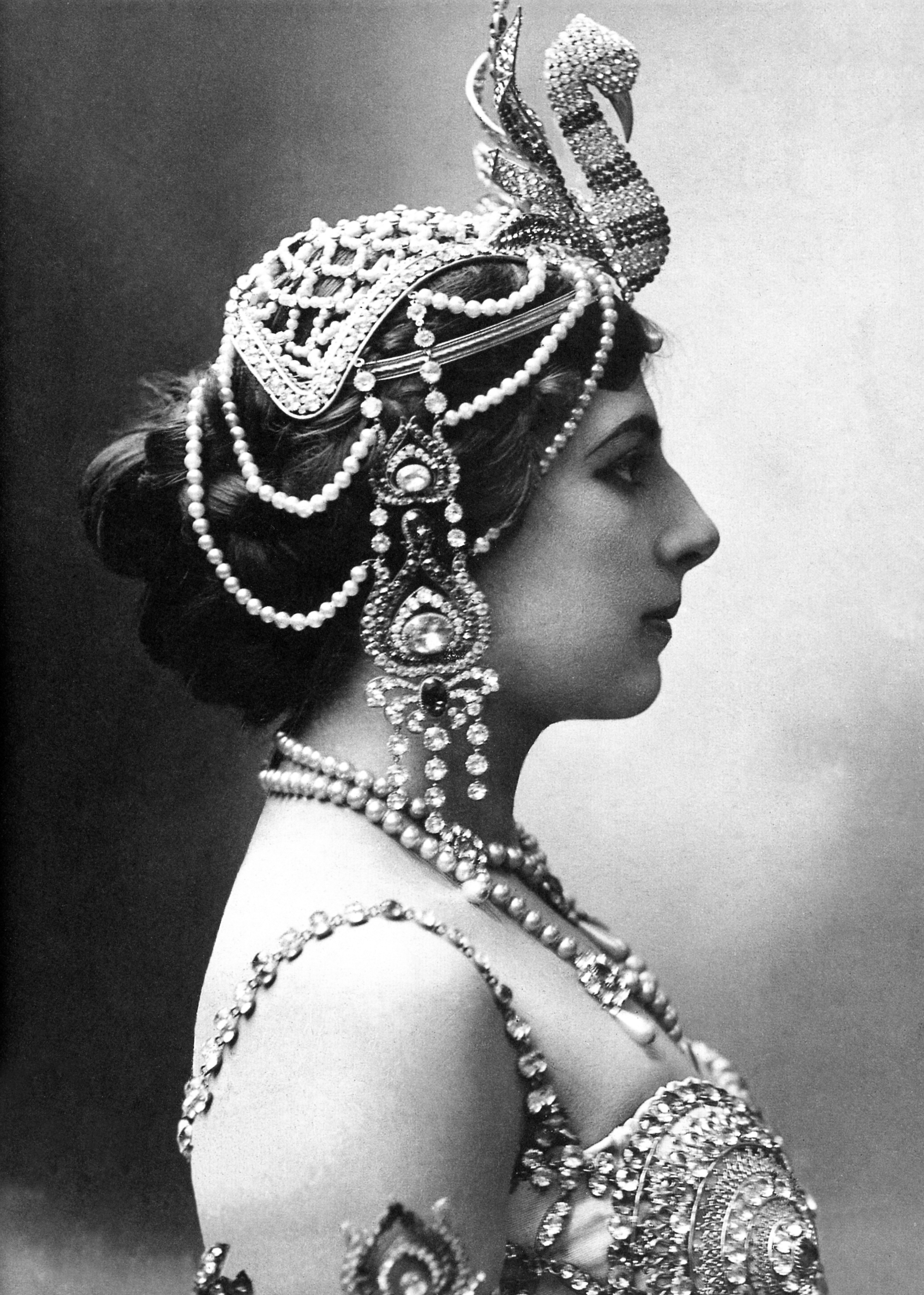
Mata Hari.

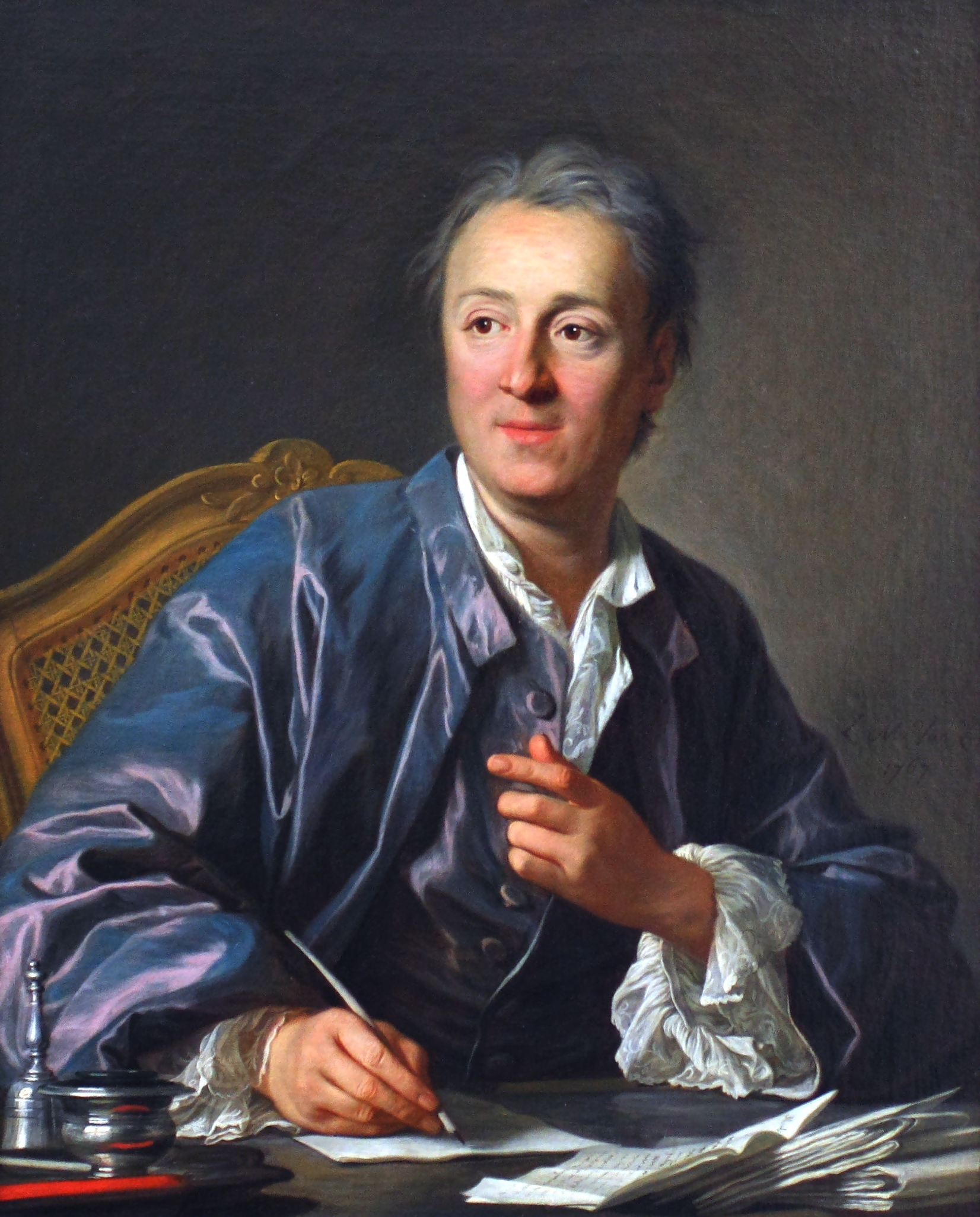
Louis-Michel van Loo, Denis Diderot, écrivain (1767), Paris, musée du Louvre.

- Mata Hari, danseuse, reconnue coupable d'intelligence avec l'ennemi en temps de guerre après avoir été accusée d'espionnage au profit de l'Allemagne ; elle est fusillée le 15 octobre 1917 près de la forteresse de Vincennes, au pied de la butte du polygone de tir, lieu habituel des exécutions militaires[79].
- Diderot (1713-1784), encyclopédiste, emprisonné 3 mois à Vincennes en 1749.
- Le marquis de Sade (1740-1814), emprisonné à Vincennes, qui totalisera 12 ans de captivité entre Vincennes et la Bastille, libéré en 1790 par l'abolition des lettres de cachet.
- Alexis-François Girard (1787-1870), graveur, né dans cette ville.
- Numa (1800-1869), acteur né à Vincennes.
- Claire de Chandeneux (1836-1881), femme de lettres décédée à Vincennes.
- Charles Pathé (1863-1957) a installé ses studios de cinéma à Vincennes (le site sera ensuite utilisé pour la fabrication de pellicules cinématographiques par l'usine Kodak-Pathé).
- Paul Edouard Rosset-Granger (1853-1934), artiste peintre né à Vincennes.
- Maurice Le Forestier (1872-1945), cinéaste, a vécu à Vincennes.
- Jacques Bainville (1879-1936), journaliste et chroniqueur de politique étrangère.
- Eugène Evrard (1896- 1964), décorateur ensemblier français, né à Vincennes.
- César Fauxbras (1899-1968), écrivain, journaliste, vit à Vincennes entre 1934 et 1968.
- André Hardellet (1911-1974), écrivain, né à Vincennes.
- Laurent Joffrin (1952), journaliste français né à Vincennes.
- Jacqueline Pavlowsky (1921-1971), artiste peintre née à Vincennes (1921-1971).
- Jean Rochefort (1930-2017), comédien français.
- Serge Le Tendre (1946), scénariste de bandes dessinées, est né à Vincennes en 1946.
- Robert Castel (1933-2020), acteur français.
- Bernard Boulitreau, dit Bernar (1957-2006), caricaturiste et dessinateur de presse français.
- Thierry Blondeau (1961), compositeur né à Vincennes.
- Roger Capron (1922-2006), céramiste né à Vincennes.
- Daniel Badani (1914-2006), architecte né à Vincennes.
- Michel Droit (1923-2000), homme de lettres né à Vincennes.
- Jean Vaissade (1911-1979), accordéoniste, mort à Vincennes.
- Jean-Pierre Miquel (1937-2003), metteur en scène, mort à Vincennes.
- Daniel Prévost, (1939-), acteur, a vécu son enfance à Vincennes.

#### Personnalités du monde sportif
- Lucie Décosse, élève à l'INSEP ainsi qu'au lycée Hector-Berlioz à Vincennes.
- Yann Dobo, footballeur français né à Vincennes.
- Jean Leullier, coureur cycliste né à Vincennes.
- Tony Parker, élève à l'INSEP ainsi qu'au lycée Hector-Berlioz à Vincennes.
- Nicolas Pousset, hockeyeur né à Vincennes.
- Jérémy Taravel, footballeur français né à Vincennes.
- Germain Vincenot Marchal, pilote moto né à Vincennes.

#### Autres personnalités
- Michel Tognini, spationaute français né à Vincennes ;

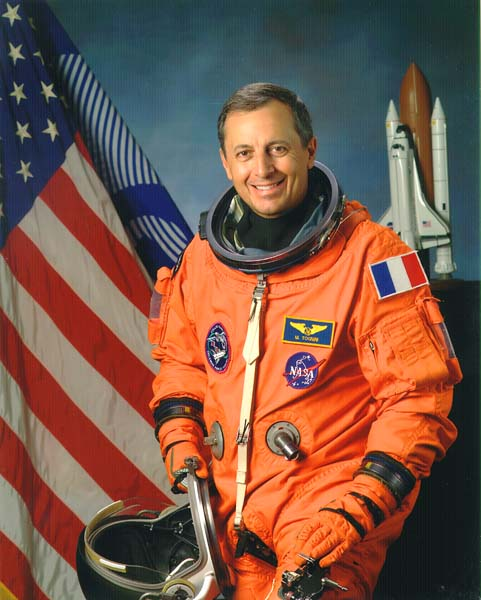
Michel Tognini, spationaute né à Vincennes

- Jean Bringer (1916-1944), chef départemental des FFI de l'Aude né à Vincennes ;
- Clem Sohn, parachutiste américain mort à Vincennes en 1937 ;
- Marcel Deprez (1843-1918), ingénieur français ayant essentiellement travaillé sur l'électricité, mort à Vincennes ;
- Fleur Pellerin, ministre de la culture et de la communication sous le gouvernement de Manuel Valls ;
- Lucienne Clément de l’Épine (1911-1995), résistante française, elle a sauvé 182 enfants juifs.

### Héraldique, drapeau et devise

#### Blason
Le blason et la devise de Vincennes ont été choisis par décision du conseil municipal du 31 mars 1952.
| Blason de Vincennes | De gueules au château d'argent donjonné et crénelé, posé sur un chemin de ronde aussi crénelé, flanqué à dextre et à senestre d'une échauguette, le tout posé sur une risberme, d'argent maçonné et ajouré de sable, accompagné en pointe de trois boulets mal ordonnés aussi d'argent; au chef d'azur semé de fleurs de lys d'or. |

C'est l'héraldiste vincennois Robert Louis, qui réalisa les traits et les coloris de ces armoiries.
Le meuble principal du blason est la silhouette stylisée du château. Le semé de lis qui orne le chef du blason rappelle les armes de France que portait Saint-Louis. Les trois boulets évoquent le souvenir de l'héroïque défense du château par Daumesnil en 1814, et sont également le rappel de l'école d'application d'artillerie. Le bois de Vincennes est concrétisé par les deux branches de chêne qui soutiennent le blason. Le souvenir de Saint-Louis rendant la justice sous un chêne est évoqué par le sceptre et la main de justice qui figurent sur son sceau de Majesté.

#### Drapeau
Créé en 2007 à l'occasion de l'Année du château et de la réouverture du donjon au public, le drapeau reprend les éléments du blason. Le chef des armoiries occupe la place à la hampe, tandis que la silhouette du donjon et des trois boulets s'imposent sur le champ rouge du battant. Il a été dessiné par Olivier Touzeau.

#### Devise
La devise de la ville est : Liliis Justitia Lapidibus Fama, ce qui peut se traduire par : la justice par les lis, la renommée par les pierres. Cette devise fait allusion à la fois au blason et à l'histoire de Vincennes.

## Pour approfondir